# Caye Boudeuse
Pour les articles homonymes, voir Boudeuse.
La caye Boudeuse, en anglais Boudeuse island , est une petite île inhabitée des Seychelles située dans l'océan Indien.
Elle doit son nom à un bateau de l'expédition de Bougainville, la Boudeuse. Elle a été explorée par le Chevalier du Roslan le 14 janvier 1771.
L'île a été reconnue zone importante pour la conservation des oiseaux.